# Petrovo (Tatarstan)
|  | Per a altres significats, vegeu «Petrovo». |

Petrovo - Петрово (rus) - és un poble de la República del Tatarstan, a Rússia. El 2010 tenia 14 habitants. Pertany al districte (raion) de Pestretsi.